# Паскаль, Мари-Жорж
Мари-Жорж Паскаль (фр. Marie-Georges Pascal, 2 октября 1946, Камбре — 9 ноября 1985, Париж) — французская актриса и модель.

## Биография
Мари-Жорж Паскаль родилась в Камбре на севере Франции. Позже она описала свое детство как «очень тяжелое» и «очень грустное». Её родители, которые мечтали увидеть её художником-концертником, заставляли её проводить свои дни, играя на фортепиано. В возрасте 16 лет, после смерти матери и повторного брака её отца, она ушла из дома и устроилась на работу в качестве модели.

## Фильмография

### Кино
- 1971 — Примерные девочки / Les Petites Filles modèles  (Режиссёр: Jean-Claude Roy[фр.]) — Camille de Fleurville
- 1972 — Я фригидна... Почему? / Je suis frigide... pourquoi ? (Режиссёр: Max Pécas[фр.]) — Карла
- 1973 — Международный доклад о домохозяйках / Hausfrauen-Report international /  C'est la queue du chat qui m'électrise (Режиссёр: Ernst Hofbauer) —  Жанин
- 1973 — Les Infidèles (Режиссёр: Christian Lara) — девушка у Софи
- 1973 — Механические бананы / Bananes mécaniques (Режиссёр: Jean-François Davy[фр.]) — Мари-Жорж
- 1973 — Les Confidences érotiques d'un lit trop accueillant (Режиссёр: Michel Lemoine[фр.]) — Ноэль
- 1973 — История про Колино-юбочника / L'Histoire très bonne et très joyeuse de Colinot trousse-chemise (Режиссёр: Нина Компанеец) — Купальщица
- 1974 — Quand les filles se déchaînent (Режиссёр: Guy Maria) — Милен
- 1974 — Жирный Париж / Gross Paris (Режиссёр: Gilles Grangier) —
- 1975 — La Rage au poing (Режиссёр: Éric Le Hung[фр.]) — Кристин
- 1978 — Гроздья смерти / Les Raisins de la mort (Режиссёр: Жан Роллин) — Элизабет
- 1978 — Brigade mondaine (Режиссёр: Jacques Scandelari[фр.]) — Пегги
- 1980 — Кошмар / Cauchemar (Режиссёр: Noël Simsolo[фр.]) — Лидия
- 1983 — Шоковые полицейские / Flics de choc (Режиссёр: Jean-Pierre Desagnat[фр.]) — Помощница Хозяйки

### Телевидение
- 1972 — La Mort d'un champion  (ТВ — Режиссёр: Abder Isker[фр.]) — Maria Chamart
- 1974 — Le Dessous du ciel (серия — Режиссёр: Roger Gillioz[фр.])  — Joëlle Gavarnier
- 1975 — Pilotes de courses (серия — Режиссёр: Robert Guez[фр.])  — Brigitte Ducel
- 1976 — Le Milliardaire  (ТВ — Режиссёр: Robert Guez[фр.]) — Cécile Fabre-Simmons
- 1977 — Влюблённый Д'Артаньян / D'Artagnan amoureux  (мини-сериал — Режиссёр: Yannick Andréi[фр.]) — Julie de Colineau du Val
- 1977 — Minichroniques  (серия, Эпизод La Croisière —  Сценарий: Рене Госинни Режиссёр: Jean-Marie Coldefy) — красивая молодая женщина
- 1978 — Quand flambait le bocage  (ТВ — Режиссёр: Claude-Jean Bonnardot[фр.]) — Madame de Montsorbier
- 1979 — Par-devant notaire  (мини-сериал — Режиссёр: Jean Laviron[фр.]) — Minouche
- 1979 — Madame de Sévigné : Idylle familiale avec Bussy-Rabutin  (ТВ — Режиссёр: Gérard Pignol и Jacques Vigoureux) — Louise de Bussy
- 1980 — La Vie des autres (серия, Эпизод Le Scandale — Режиссёр: Jean-Pierre Desagnat[фр.])  — Audrey Caldwell
- 1981 — Двойная жизнь Теофраста Лонге / La Double Vie de Théophraste Longuet  (мини-сериал — Режиссёр: Yannick Andréi[фр.]) — Jane de Montfort
- 1983 — За последние пять минут / Les Cinq Dernières Minutes  (серия, Эпизод Rouge marine — Режиссёр: Jean-Pierre Desagnat[фр.]) — Lydie Vignal

### Архивные материалы
- 1975 — Порно сны / Rêves pornos (Режиссёр: Max Pécas[фр.] — выдержки «Я фригидна... Почему? »)
- 1999 — Eurotika ! (Режиссёр: Andrew Starke и Pete Tombs — выдержки «Я фригидна... Почему? », «Гроздья смерти»)
- 2007 — Создание страницы / La Nuit des horloges (Режиссёр: Жан Роллин — выдержки «Гроздья смерти»)
- 2007 — Das geheime Kino (Режиссёр: Michael Wolf — выдержки «Гроздья смерти»)
- 2008 — Spark of Life (Режиссёр: Mike Bazanele — выдержки «Гроздья смерти»)

## Театр
- 1970 — La neige était sale (Жорж Сименон и Фредерик Дар — Мизансцена: Робер Оссейн  — тур) — Minna
- 1972 — La Maison de Zaza (Gaby Bruyère[фр.] и Darry Cowl — Мизансцена: Darry Cowl — Théâtre des Variétés, Париж) — Fleur-de-Pêcher
- 1974 — Duos sur canapé (Marc Camoletti — Мизансцена: Marc Camoletti — Théâtre Michel, Париж) — Bubble
- 1975 — Сид (Пьер Корнель — Мизансцена: Michel Le Royer[фр.] — Théâtre Montansier, Версаль и тур) — Химена
- 1975 — Антигона / Antigone (Жан Ануй — Мизансцена: Nicole Anouilh[фр.] — Théâtre des Mathurins, Париж) — Исмена
- 1976 — Boeing-Boeing (Marc Camoletti — Мизансцена: Christian-Gérard[фр.] — Comédie Caumartin, Париж) — Judith
- 1977 — Just wild about Harry / Transit (Генри Миллер — Мизансцена: François Joxe[фр.] — Théâtre National de Chaillot, Париж) — Jeanie
- 1978 — Boeing-Boeing (Marc Camoletti — Мизансцена: Christian-Gérard[фр.] — Comédie Caumartin, Париж) — Judith
- 1979 — Учёные женщины (Мольер — Мизансцена: Jean Térensier — Théâtre de la Renaissance, Париж) —
- 1979 — Boeing-Boeing (Marc Camoletti — Мизансцена: Christian-Gérard — Comédie Caumartin, Париж) — Judith
- 1980 — Duos sur canapé (Marc Camoletti — Мизансцена: Marc Camoletti — Théâtre Michel, Париж) — Bubble
- 1980 — Soir de grève (Odile Ehret[фр.] — Мизансцена: Virgil Tanase[фр.] — Théâtre du Croq'Diamants, Париж) — женщины
- 1981 — Соломенная шляпка  (Эжен Лабиш и Марк-Мишель — Мизансцена: Guy Kayat — Théâtre 71, Малакофф) — Элен Нонанкур, невеста
- 1982 — За закрытыми дверями (Жан-Поль Сартр — Мизансцена: Georges Wilson[фр.] — тур) — Estelle Rigault
- 1983 — Le Nombril (Жан Ануй — Мизансцена: Жан Ануй и Roland Piétri[фр.] — тур) — Joséphine
- 1985 — Власть денег (Октав Мирбо — Мизансцена: Pierre Dux — тур) — Jeanie